# 78 Dywizja Strzelecka (ZSRR)
78 Dywizja Strzelecka (ros. 78-я стрелковая дивизия)  – związek taktyczny (dywizja) Armii Czerwonej.

## Historia
Sformowana w 1932 w Tomsku na bazie tamtejszej Tomskiej DS oraz 40. Pułku Strzelców. W 1940 przerzucona do Chabarowska.
Po niemieckim ataku w 1941 przerzucona na zachód, weszła w skład Frontu Kalinińskiego. Pod dowództwem płk. Afanasija Biełoborodowa walczyła pod Istrą odpierając niemiecką 252 DP Wermachtu, następnie pod wsią Fiedczyno przeciwko 258. Pułkowi Waffen-SS. Po przejściu do kontrataku, odbiła wsie Barynino i Wajuchino. 
26 listopada 1941 przemianowana na gwardyjską z numerem 9, a jej dowódca otrzymał stopień generalski.